# 布萊爾鎮區 (密歇根州)
布萊爾鎮區（英語：Blair Township）是位於美國密歇根州大特拉弗斯縣的一個行政鎮區。

## 地方資料
布萊爾鎮區的面積為93.10平方千米，當中陸地面積為92.20平方千米，而水域面積為0.90平方千米。根據2020年美國人口普查的數據，當地共有人口8994人，而人口密度為每平方千米96.61人。